# モニーガ・デル・ガルダ
モニーガ・デル・ガルダ（伊: Moniga del Garda）は、イタリア共和国ロンバルディア州ブレシア県にある、人口約2,500人の基礎自治体（コムーネ）。

## 地理

### 位置・広がり

#### 隣接コムーネ
隣接するコムーネは以下の通り。括弧内のVRはヴェローナ県所属を示す。
- バルドリーノ (VR)
- マネルバ・デル・ガルダ
- パデンゲ・スル・ガルダ
- ソイアーノ・デル・ラーゴ

### 地震分類
イタリアの地震リスク階級 (it) では、2 に分類される
。